# Джиліан Мерфі
Джиліан Мерфі (англ. Gillian Murphy; нар. 11 квітня 1979 р., Вімблдон , Англія) — американська артистка балету, головна танцівниця американського театру балету.

## Раннє життя та освіта
Виросла у Флоренції, штат Південна Кароліна, Джиліан Мерфі була учасницею Columbia City Ballet, перш ніж відвідала середню школу мистецтв Університету Північної Кароліни. Там, під керівництвом Мелісси Хейден, вона виконувала головні ролі в кількох шкільних балетних постановках, включаючи  «Лускунчик» , концерт Джорджа Баланчина  «Бароко», «Західна Симфонія», «Тарантелла» та  «Тема і варіації».

## Кар'єра
Після закінчення середньої школи, Мерфі приєдналася до кордебалету Американського театру в серпні 1996 року, у віці 17 років. Її підвищили до солістки в 1998 році. У 2001 році її дебют був у ролі Одетти/Оділії в «Лебединому озері», вона тримала позитивні відгуки від The New York Times. Наступного року її підвищили до головної танцівниці. Також Мерфі виступила як запрошений артист з Маріїнським балетом, Шведським королівським балетом, Берлінським дердавним балетом, Київським балетом та Австралійським балетом. Вона провела три роки як запрошений директор Королівського балету Нової Зеландії, під час перебування її чоловіка на посаді директора компанії. Мерфі відствяткувала своє 20-річчя з ABT 28 травня 2016 року, виконавши La Fille mal gardée.

## Вибраний репертуар
Репертуар Мерфі з Американським театром балету включає:
- Нікія і Гамзатті в «Баядерці»
- Балерина в «Світлому струмку»
- Попелюшка у фільмі Фредеріка Ештона «Попелюшка»
- Попелюшка у фільмі Джеймса Куделки «Попелюшка»
- Сванільда в Коппелії
- Медора і Гульнара в «Корсарі»
- Кітрі в «Дон Кіхоті»
- Титанія уві сні
- Друга дівчина в Fancy Free
- Lise in La Fille mal gardée
- Паризьке полум'я па-де-де
- Grand Pas Classique
- Жизель і Мірта в Жизелі
- Манон у «Дамі з камеліями»
- Коханка Леско в Манон
- Фея цукрової сливи у фільмі Кевіна Маккензі «Лускунчик»
- Інші танці
- Головна роль у «Раймонді»
- Джульєтта в Ромео і Джульєтті
- Принцеса Аврора у фільмі Ратманського «Спляча красуня»
- Принцеса Аврора та фея бузку у фільмі «Спляча красуня»
- Одетта-Оділія в Лебединому озері
- Головна роль у Сільвії
- Перша і третя частини Симфонії до
- Чайковський Pas de Deux
- Балерина в темі та варіаціях
- Чайна квітка принцеси у збитих вершках
- Партита Баха
- Les Patineurs[en]
- Фортепіанний концерт №1
- Сільфіди

### Створені ролі
- П'єретта в «Арлекінаді» Олексія Ратманського
- Клара, принцеса в «Лускунчику» Ратманського
- Головні ролі в її нотатках
- Калейдоскоп
- Кролик і Розбійник
- Тринадцять диверсій
- Після вас
- Мрія уві сні (відкладено)
- Сяйво – Стоп
- Один з трьох
- Praedicere
- Within You Without You: A Tribute to George Harrison

## Нагороди та номінації
-Нагорода Prix de Lausanne Espoir (1995);
-Номінант на президентську стипендію (1996);
-Нагорода танцювальною стипендією Фонду принцеси Грейс (1998);
-Нагорода «Статуя принцеси Грейс» (2009);
-Почесний доктор Школи мистецтв Університету Північної Кароліни.

## Виступи на телебаченні та в кіно
У 2000 році вона зіграла у фільмі "Центральна сцена", в якому головні ролі зіграли її колеги  по ABT Ітан Штіфель, Джулі Кент і Саша Радецький. Вона також з'явилася у фільмі "Сцена в центрі: Підніміть все". У 2005 році вона виконала подвійну роль, Одетту та Оділію, у версії Кевіна Маккензі «Лебедине озеро» з ABT. Цей виступ був знятий і трансльований у рамках Great Performances: Dance in America на  PBS. У 2010 році вона з'явилася в образі самої себе в 8 епізоді 4 сезону «Пліткарки» з Ітаном Штіфелем. Вона також з'являється як однойменний персонаж у документальному фільмі Королівського балету Нової Зеландії та знятій постановці Жизелі. За кадром вона працювала консультантом з балету у фільмі «Чорний лебідь» .

## Особисте життя
19 вересня 2015 року Мерфі вийшла заміж за свого давнього партнера Ітана Штіфеля, колишнього головного танцюриста American Ballet Theatre і New York City Ballet . Штіфель зробив їй пропозицію після її виступу на вечірньому відкритті сезону Американського балетного театру в 2011 році. 14 вересня 2018 року Мерфі оголосила, що вагітна першою дитиною і в дикретну відпустку. У червні 2019 року Мерфі оголосила про народження своєї першої дитини, Акса Натаніеля Штіфеля.
Мерфі закінчила коледж Святої Марії в 2018 році. Вона закінчила програму Crossover to Business для професійних художників і спортсменів у Гарвардській школі бізнесу.